# Bizánci tűz (film)
A  Bizánci tűz (eredeti cím: Why Me?) 1990-ben bemutatott amerikai filmvígjáték, melyet Gene Quintano rendezett. A főszerepet Christopher Lambert, Kim Greist, Christopher Lloyd és J. T. Walsh alakítja. A forgatókönyv Donald E. Westlake és Leonard Maas Jr. (elnevén David Koepp) nevéhez fűződik, és Westlake John Dortmunder regénysorozatának ötödik könyvén alapul.
A filmet az Amerikai Egyesült Államokban 1990. április 20-án mutatták be, Magyarországon DVD-n jelent meg szinkronizálva.

## Cselekmény
A „Bizánci tűz” egy szent rubin, amelyet Törökországból kölcsönöznek az Egyesült Államokba kiállításra, ami alighogy megérkezik Los Angelesbe, keleti vallási szélsőségesek ellopják, és egy helyi ékszerbolt széfjében helyezik el.
Amikor a profi betörő és ékszertolvaj Gus Cardinale (Christopher Lambert) más okból betör ugyanabba az üzletbe, véletlenül ellopja a „Bizánci Tüzet” is.
Majd azon kapja magát, hogy Los Angelesben üldözi őt a Los Angeles-i rendőrség, az egész Los Angeles-i bűnözői réteg (akiket a rendőrség könyörtelenül zaklat, hogy megtalálják a tolvajt), két kevéssé hozzáértő CIA-ügynök, török kormányügynökök és egy örmény terrorista nő.
Gusnak kell kitalálnia, hogyan juttassa vissza a bizánci tüzet anélkül, hogy lebukna, de elég sokáig életben maradjon, és talán még hasznot is húzhat az egészből, méghozzá a bolondos társa, Bruno (Christopher Lloyd) és barátnője, June (Kim Greist) segítségével.

## Szereplők
| Színész             | Szerep                      | Magyar hang            | Magyar hang               | Magyar hang   |
| Színész             | Szerep                      | - 1. változat - (1991) | - 2. változat - (1995–96) | 3. változat   |
| ------------------- | --------------------------- | ---------------------- | ------------------------- | ------------- |
| Christopher Lambert | Gus Cardinale               | Mácsai Pál             | Rátóti Zoltán             | Tokaji Csaba  |
| Kim Greist          | June Daley, Gus barátnője   | Tóth Enikő             | Kiss Erika                | Mezei Kitty   |
| Christopher Lloyd   | Bruno Daley, June apja      | Reviczky Gábor         | Rajhona Ádám              | Kassai Károly |
| J. T. Walsh         | Francis Mahoney főfelügyelő | Bezerédi Zoltán        | Mihályi Győző             | Harmath Imre  |
| Gregory Millar      | Leon                        | Stohl András           | Kerekes József            | Szokol Péter  |
| Wendel Meldrum      | Gatou Vardebedian           | Détár Enikő            | Urbán Andrea              |               |
| Michael J. Pollard  | Ralph                       | Harkányi Endre         | Botár Endre               |               |
| John Hancock        | Pici (Tiny)                 | Hollósi Frigyes        | Hollósi Frigyes           | Bolla Róbert  |

## Bemutató
A filmet 1990. április 20-án mutatták be az Amerikai Egyesült Államokban.

## Fordítás
- Ez a szócikk részben vagy egészben  a   Why Me? (1990 film) című angol Wikipédia-szócikk fordításán alapul.  Az eredeti cikk szerkesztőit annak laptörténete sorolja fel. Ez a jelzés csupán a megfogalmazás eredetét és a szerzői jogokat jelzi, nem szolgál a cikkben szereplő információk forrásmegjelöléseként.